# 山口県道131号本郷五味線
山口県道131号本郷五味線（やまぐちけんどう131ごう ほんごうごみせん）は、山口県岩国市を通る一般県道である。

## 概要
岩国市本郷町本郷から岩国市錦町府谷に至る。

### 路線データ
- 起点：岩国市本郷町本郷（山口県道134号秋掛錦線交点）
- 終点：岩国市錦町府谷（国道187号交点）

## 歴史
- 1965年（昭和40年）4月1日 - 山口県告示第214号により認定される。
- 1972年（昭和47年） - 山口県の県道番号再編により現行の路線番号に変更される。
- 2006年（平成18年）3月20日 - 岩国市と玖珂郡に属する町村（和木町を除く）が対等合併して改めて岩国市が発足したことに伴い全線が岩国市域のみを通る路線になり、併せて起終点の地名表記が変更される。

## 地理

### 通過する自治体
- 山口県
  - 岩国市

### 交差する道路
| 交差する道路             | 交差する場所 | 交差する場所 |
| ------------------------ | ------------ | ------------ |
| 山口県道134号秋掛錦線    | 本郷町本郷   | 起点         |
| 国道187号 国道434号 重複 | 錦町府谷     | 終点         |

### 沿線
- 岩国市立本郷小学校（起点付近）
- 岩国市立本郷中学校（起点付近）
- 道の駅ピュアラインにしき（終点付近）

### 峠
- 正下峠（岩国市本郷町本郷 - 岩国市錦町府谷）